# 无相颂
无相颂，是中国古典哲学用词，最早出自古代汉语佛学。在佛学属于名相类。名相是佛教语：耳可闻者曰名，眼可见者曰相。
“无相”的涵义是，佛法强调不执着于佛法的外在表相，因为佛家认为一切法本来无有外在表相。

## 概述
“无相颂”一词最早出自《六祖坛经》，在《六祖坛经》中有三个出处。
- 1 颂言修道法

第一出宣偈，名言修道。惠能说：“吾有一无相颂，各须诵取。在家出家，但依此修。若不自修，惟记吾言，亦无有益。听吾颂曰：
......
若真修道人，不见世间过；
若见他人非，自非却是左。
......
佛法在世间，不离世间觉；
离世觅菩提，恰如求兔角。
- 2 颂言生活法

第二出宣偈，名言生活。惠能说：“吾与大众说无相颂，但依此修，常与吾同处无别。若不依此修，剃发出家，于道何益。颂曰：
心平何劳持戒，行直何用修禅。
恩则孝养父母，义则上下相怜。
让则尊卑和睦，忍则众恶无喧。
若能钻木出火，淤泥定生红莲。
苦口的是良药，逆耳必是忠言。
改过必生智慧，护短心内非贤。
日用常行饶益，成道非由施钱。
菩提只向心觅，何劳向外求玄。
听说依此修行，西方只在目前。
- 3 颂言见性法

第三出宣偈，名言见性。惠能说：“吾有一无相颂，若能师持，言下令汝积劫迷罪，一时销灭。颂曰： 迷人修福不修道，只言修福便是道； 布施供养福无边，心中三恶元来造。 拟将修福欲灭罪，后世得福罪还在； 但向心中除罪缘，名自性中真忏悔。 忽悟大乘真忏悔，除邪行正即无罪； 学道常于自性观，即与诸佛同一类。 吾祖惟传此顿法，普愿见性同一体； 若欲当来觅法身，离诸法相心中洗。 努力自见莫悠悠，后念忽绝一世休；若悟大乘得见性，虔恭合掌至心求。”